# ヤング・サグ
ヤング・サグ（Young Thug、本名: ジェフェリー・ラマー・ウィリアムズ、1991年8月16日 - ）は、アメリカ合衆国・アトランタ出身のラッパー、シンガーソングライター、音楽プロデューサー。エキセントリックなボーカルスタイルとファッションで知られている。代表曲に「Pick Up the Phone」「Relationship」「The London」「Lifestyle」「I Know There’s Gonna Be (Good Times)」などがある。

## 経歴

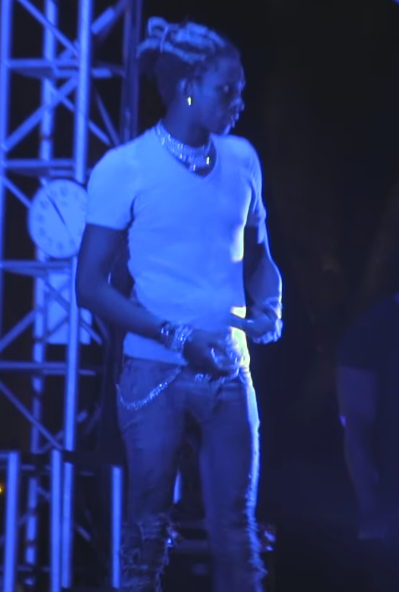
ヤング・サグ（2016年）

ヤング・サグことジェフリー・ラマー・ウィリアムズは1991年8月16日に、ジョージア州アトランタで生まれる。
2011年、ヤング・サグとして『I Came from Nothing』という自主制作のミックステープシリーズを発表する。
2013年初頭にはグッチ・メインの1017レコード（1017 Records）と契約し、同年末にはレーベルからのデビュー作となるミックステープ『1017 Thug』をリリースし、批評家から賞賛を浴びた。
2014年、T.I.の「About the Money」、タイガの「Hookah」、リッチ・ギャングの「Lifestyle」など複数の楽曲に参加したほか、自身のシングル「Stoner」や「Danny Glover」がヒットしメインストリームでの知名度を獲得した。また、同年にはLyor Cohenの300 Entertainmentと契約し、ミックステープ『Rich Gang』でコラボレーションを果たしている。
2015年には『Barter 6』や『Slime Season』『Slime Season 2』などのミックステープをリリースした。また、Jamie xxの楽曲「I Know There’s Gonna Be (Good Times)」にフィーチャリングで参加し、批評家から絶賛された。
2016年にはミックステープ『I'm Up』『Slime Season 3』『Jeffery』をリリースする。トラヴィス・スコットとのコラボレーション楽曲「Pick Up the Phone」がヒットしアメリカでダブルプラチナディスクに認定された。
2017年、ミックステープ『Beautiful Thugger Girls』、フューチャーとのコラボレーション・ミックステープ『Super Slimey』をリリース。同年、ポップ・シンガーのカミラ・カベロの楽曲「Havana」にフィーチャリングで参加し、ビルボード・ホット100で自身初の1位を獲得した。
2018年には、自身のレーベルYSL Recordsと契約したアーティストを紹介するコンピレーションアルバム『Slime Language』をリリースした。同年、チャイルディッシュ・ガンビーノの楽曲「This Is America」にソングライターとして貢献し、第61回グラミー賞のソング・オブ・ザ・イヤーを受賞した。
2019年5月にシングル「The London」をリリースし、Billboard Hot 100で最高12位を記録した。8月にファーストアルバム『So Much Fun』をリリースし、全米1位を記録。このアルバムからの楽曲「Hot」は全米11位を記録した。
2020年5月5日、クリス・ブラウンとのコラボレーション・ミックステープ『Slime & B』をリリースする。

## 音楽性
ヤング・サグは、エキセントリックでユニークなヴォーカルスタイルで知られており、伝統的なラップのリリシズムや、時には理解しやすい意味から逸脱していると指摘されている。ピッチフォークはヤング・サグのスタイルを「非常に個性的」「ラップへの奇妙で実験的なアプローチ」と評し、「存在感、ペルソナ、神秘性、そして潜在的なスターパワーを持つ」と称賛している。Billboard誌は「他のラッパーが繰り返しに陥るかもしれないところで、彼は自分のトーンを歪ませて苦しめたり、リズムの割れ目や隙間に巧みに入り込んだりする新しい方法を見つけ出した」と述べている。XXL誌は彼を「ラップの変人」と呼び「Thugのカリスマ性、動揺した流れ、フックが彼の音楽を魅力的にしている」と述べている。批評家のシェルドン・ピアースは「Thugは現代のポップソングの構造を誰よりもよく理解している」と指摘した。
ヤング・サグはその作業の速さで知られており、スタジオでフリースタイルをしてその場ですぐに歌詞を作成する傾向があるという。彼は紙に歌詞を書き留めたりはしないが、形やサインを描くことで歌詞を計画することで知られている。音楽メディアのConsequence of Soundは「彼の作品は常に即興に根ざしており、ブラック・ミュージックに組み込まれた本質的にスリリングなコンセプトである」と述べている。

## パブリックイメージ

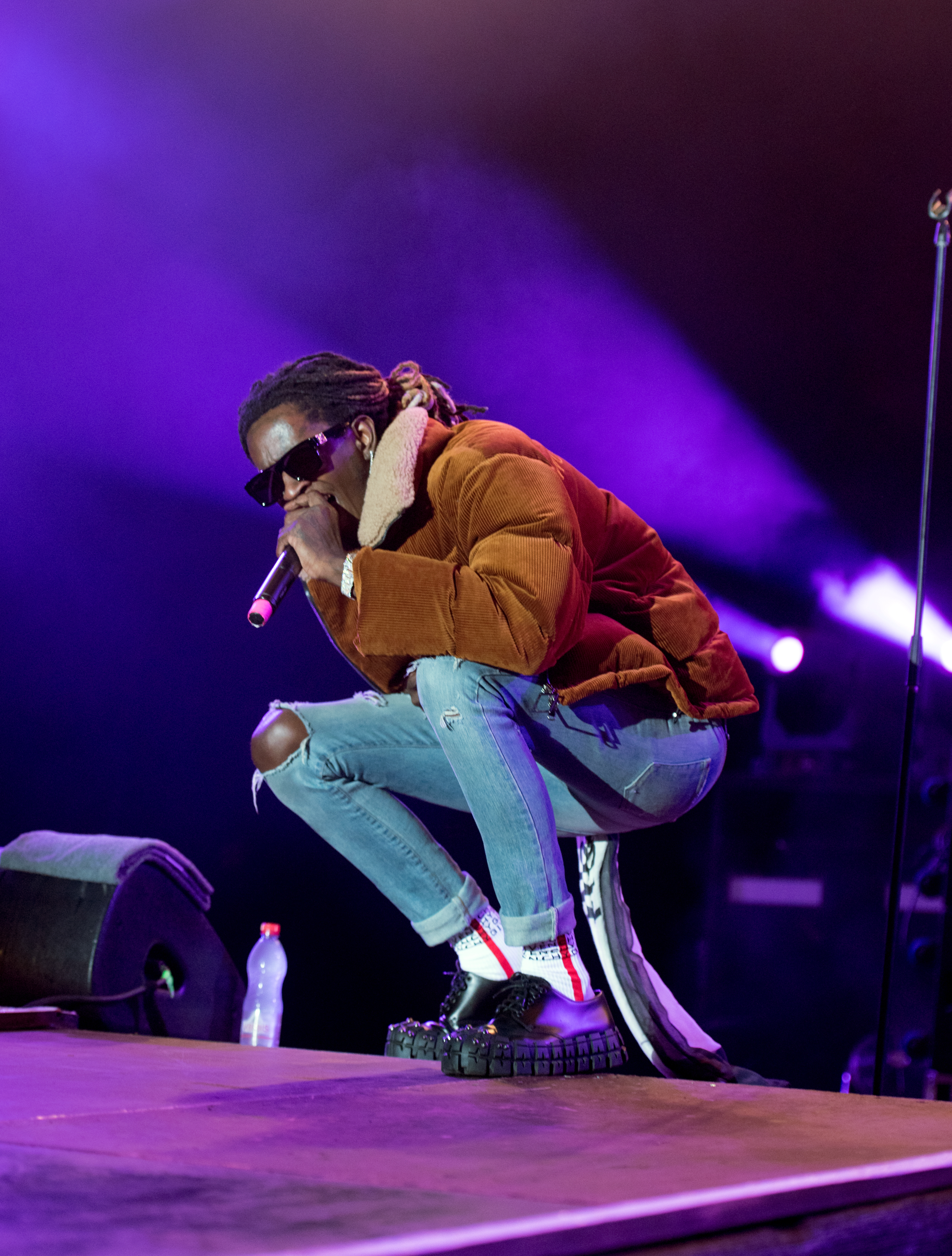
ヤング・サグ（2019年）

Vibe Magazineはヤング・サグを「今日のヒップホップ界で最も予測不可能で、カリスマ的で、突飛なパーソナリティの一人」と評し、Roviはヤング・サグを「ファッションアイコン」と呼んでいる。ヤング・サグは女性用の服を好んで着用することで知られており、インタビューでは12歳の頃から女性用の服を好んでいると述べている。
シアトル・タイムズ紙は「ラップと同じくらい型破りなファッションセンスを持ち、彼のインスタグラムのアカウントで、ペイントされた爪、スキントのジーンズ、子供サイズのドレスをシャツとして着ている姿を定期的に見ることができ、親しい男性の友人を「hubbie」や「lover」と呼ぶ習慣と一緒に、彼の性的指向についての噂につながっている」と指摘している。
カルバン・クラインの広告でヤング・サグは「俺の世界では、ドレスを着たギャングスタになれるし、バギーパンツを履いたギャングスタにもなれる」と宣言した。彼はファッションアイコンとして「デヴィッド・ボウイ、プリンス、リトル・リチャード」と比較されている。GQは彼を「ヒーローでありアウトサイダーでもあり、ラップ・ヒッピーのサイケデリックなファッション・ムーブメントのリーダーでもある」と評している。

## 人物

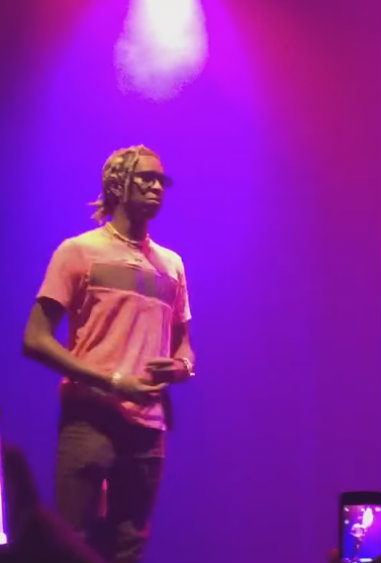
ヤング・サグ（2015年）

2018年2月、Young Thugは自身の名を「SEX」に改名すると宣言し物議を醸した。

### 家族
ヤング・サグは17歳で父親になり、4人の女性との間に6人の子供（3人の息子と3人の娘）がいる。2015年4月、水着ラインを経営するジェリカ・カーレと婚約した。

### 法律上の問題
2017年4月、ジョージア州サンディ・スプリングスの自宅が家宅捜索され、コカイン所持、マリファナ所持、銃所持の3つの罪で告訴されたが、警察が令状なしに家宅捜索を行ったことから検察はマリファナ所持以外の容疑を取り下げた。

## ディスコグラフィー
スタジオ・アルバム
- So Much Fun (2019年)
- Punk (2021年)
- Business Is Business (2023 年)

コンピレーション・アルバム
- Slime Language (with YSL Records) (2018年)
- Slime Language 2 (with YSL Records and Gunna) (2021年)

主なミックステープ
- Barter 6 (2015年)
- I'm Up (2016年)
- Slime Season 3 (2016年)
- Jeffery (2016年)
- Beautiful Thugger Girls (2017年)
- Super Slimey (with Future) (2017年)
- Slime & B (with Chris Brown) (2020年)